# Matiaszówka
Matiaszówka es un pueblo ubicado en la gmina Tuczna, distrito de Biała Podlaska, voivodato de Lublin, Polonia.

## Superficie
Cuenta con una superficie de 15,12 kilómetros cuadrados.

## Demografía
Hasta 2011 la población era de 154 habitantes, con una densidad de población de 10,19 habitantes por kilómetro cuadrado. Estaba conformada por 65 hombres (42,2%) y 89 mujeres (57,8%), según el censo de la Oficina Central de Estadística.